# Chùa Một Cột
Chùa Một Cột có tên ban đầu là Liên Hoa Đài (蓮花臺) tức là Đài Hoa Sen với lối kiến trúc độc đáo: một điện thờ đặt trên một cột trụ duy nhất. Liên Hoa Đài là công trình nổi tiếng nhất nằm trong quần thể kiến trúc Chùa Diên Hựu (延祐寺), có nghĩa là ngôi chùa "Phúc lành dài lâu". Công trình Chùa Diên Hựu nguyên bản được xây vào thời vua Lý Thái Tông mùa đông năm 1049 và hoàn thiện vào năm 1105 thời vua Lý Nhân Tông nay đã không còn. Công trình Liên Hoa Đài hiện tại nằm ở Hà Nội là một phiên bản được chỉnh sửa nhiều lần qua các thời kỳ, bị Pháp phá huỷ khi rút khỏi Hà Nội ngày 11/9/1954 và được dựng lại năm 1955 bởi kiến trúc sư Nguyễn Bá Lăng theo kiến trúc để lại từ thời Nguyễn. Đây là ngôi chùa có kiến trúc độc đáo ở Việt Nam.

## Lịch sử

### Thời Lý
Chùa Diên Hựu được vua Lý Thái Tông cho khởi công xây dựng vào mùa đông tháng mười (âm lịch) năm  1049.
Truyền thuyết kể lại rằng, chùa được xây dựng theo giấc mơ của vua Lý Thái Tông (1028-1054) và theo gợi ý thiết kế của nhà sư Thiền Tuệ. Vào năm 1049, vua đã mơ thấy được Phật bà Quan Âm ngồi trên tòa sen dắt vua lên tòa. Khi tỉnh dậy, nhà vua kể chuyện đó lại với bày tôi và được nhà sư Thiền Tuệ khuyên dựng chùa, dựng cột gỗ Lim như trong chiêm bao, làm tòa sen của Phật bà Quan Âm đặt trên cột như đã thấy trong mộng và cho các nhà sư đi vòng quanh tụng kinh cầu kéo dài sự phù hộ, vì thế chùa mang tên Diên Hựu.

Vào thời vua Lý Nhân Tông, chùa Diên Hựu được sửa và hoàn thiện:
"Ất Dậu, /Long Phù/ năm thứ 5 (1105), Tống Sùng Ninh năm thứ 4. [...] Bấy giờ vua sửa lại chùa Diên Hựu đẹp hơn cũ, đào hồ Liên Hoa Đài, gọi là hồ Linh Chiểu. Ngoài hồ có hành lang chạm vẽ chạy chung quanh, ngoài hành lang lại đào hồ gọi là hồ Bích Trì, đều bắc cầu vồng để đi qua. Trước sân chùa xây bảo tháp."
Văn bia tháp Sùng thiện diên linh (chùa Đọi, Hà Nam), năm 1121 viết: "Do lòng sùng kính đức Phật và dốc lòng mộ đạo nhân quả (đạo Phật) nên hướng về vườn Tây Cấm nổi danh (ngôi vườn ở phía tây cấm thành Thăng Long đời Lý) mà xây ngôi chùa sáng Diên Hựu theo dấu vết chế độ cũ, cùng với ý mưu mới của nhà vua (ý nói: theo dấu vết lề lối xây dựng chùa đời Lý Thánh Tông, có thêm ý mới của Lý Nhân Tông mà chữa lại chùa đẹp hơn trước)".
Hằng năm cứ đến ngày 8 tháng 4 âm lịch, vua lại tới chùa làm lễ tắm Phật. Các nhà sư và nhân dân khắp Kinh thành Thăng Long cùng dự lễ. Sau lễ tắm Phật là lễ phóng sinh, vua đứng trên một đài cao trước chùa thả một con chim bay đi, rồi nhân dân cùng tung chim bay theo trong tiếng reo vui của một ngày hội lớn.

### Thời Trần - Lê - Nguyễn
Đến thời nhà Trần, chùa đã không phải là ngôi chùa nhà Lý nữa vì sách cũ đã ghi: Năm 1249, "...mùa xuân, tháng giêng, sửa lại chùa Diên Hựu, xuống chiếu vẫn làm ở nền cũ...".
Theo cuốn Hà Nội-di tích lịch sử và danh thắng, nhóm các nhà sử học Đinh Xuân Lâm, Doãn Đoan Trinh, Dương Trung Quốc, Nguyễn Quang Ân, Nguyễn Thanh Mai, Đàm Tái Hưng tiến hành nghiên cứu văn bia dựng tại chùa năm Cảnh Trị thứ 3 (1665) đời vua Lê Huyền Tông do Tỳ khưu Lê Tất Đạt khắc ghi, thì thấy rằng: tại vị trí chùa Một Cột ngày nay, vào thời nhà Đường (năm Hàm Thống thứ nhất) một cột đá trên có ngôi lầu ngọc (với tượng Phật Quan Âm ở trong) đã được dựng giữa một hồ nước vuông. Vua Lý Thái Tông thường đến cầu nguyện, khi được hoàng tử nối dõi liền tu sửa lại thành chùa, xây thêm một ngôi chùa bên cạnh chùa Một Cột (cách 10 m về phía Tây Nam) và đặt tên cả quần thể chùa này là Diên Hựu tự (với nghĩa là "phúc lành dài lâu").

Đến thời Lê Trung Hưng, chùa Diên Hựu và Liên Hoa Đài đã xuống cấp trầm trọng: 

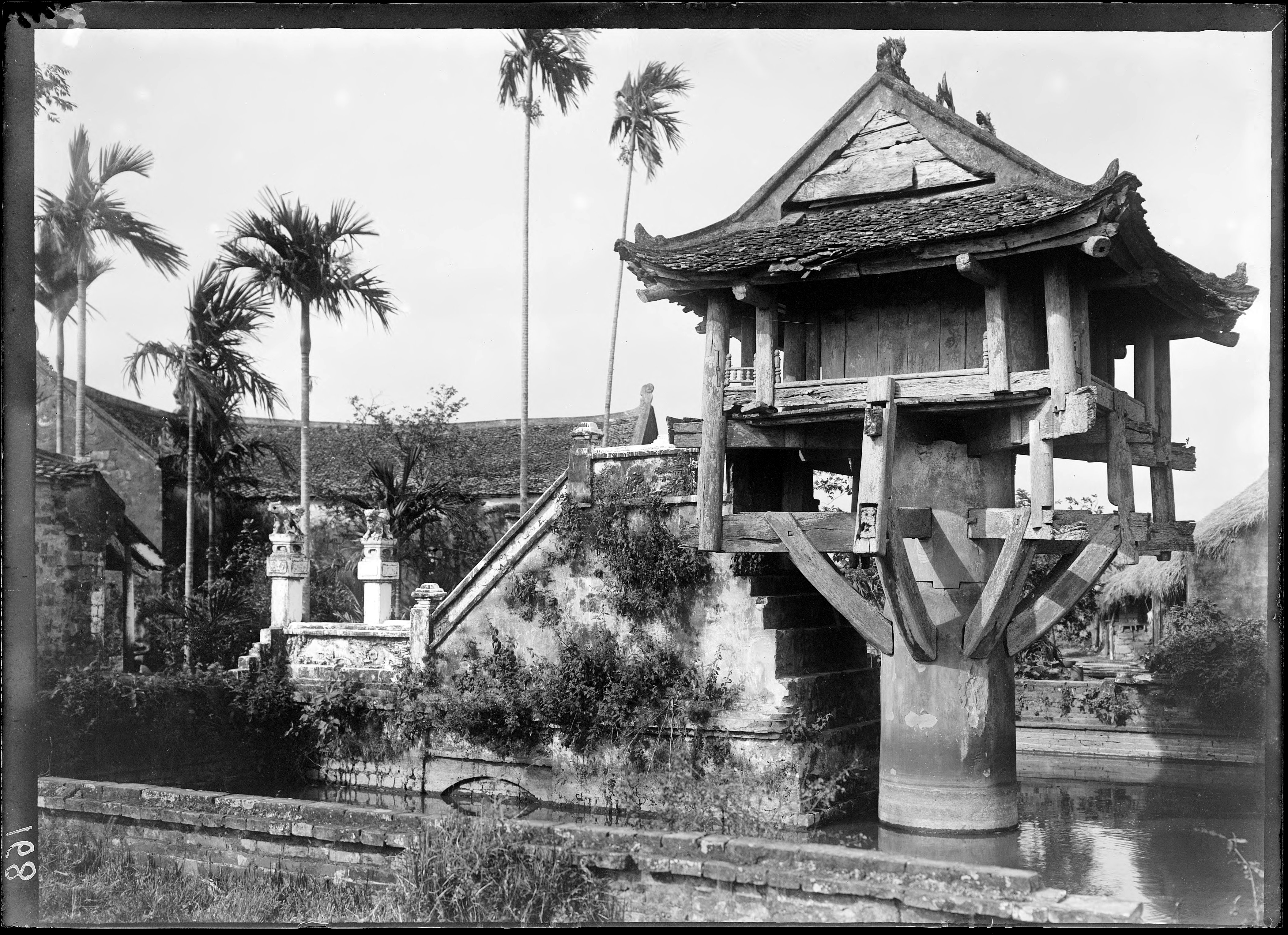
Chùa Một Cột năm 1896.

Từ trung hưng đến nay, ao sen hoang tàn, hành lang đổ nát, chỉ còn cây cột, trên đỉnh cột có tòa lầu nhỏ, trong thờ tượng Phật Quan Âm Thiên Thủ Thiên Nhãn, phía trước có bắc cây cầu vồng lợp mái cong. Ngôi tiền điện phía nam ao lợp bằng tranh tre. Năm Ất Sửu niên hiệu Gia Long (1805), đắp thành Thăng Long, cây cầu vồng bị triệt bỏ, cảnh chùa càng thêm hoang phế. Dân cư tương truyền, bùn đất trong ao lẫn vô số kể kim sắt…, người ta cho là nơi Cao Biền trấn yểm.
Thời Nguyễn, chùa Một Cột được trùng tu vào khoảng những năm 1840-1850 và vào năm 1922.

### Sau năm 1954
Năm 1954, quân đội Viễn chinh Pháp trước khi rút khỏi Hà Nội đã cho đặt mìn để phá chùa Một Cột. Báo Tia Sáng ngày 10 tháng 9 năm 1954 đưa tin "..., chùa Một Cột di tích liệt hạng của Hà Thành đã sụp đổ sau một tiếng nổ long trời lở đất..."
Sau khi tiếp quản thủ đô, Bộ Văn hóa Việt Nam Dân chủ Cộng hòa đã tiến hành trùng tu lớn chùa Một Cột (chùa Diên Hựu), xây dựng lại chùa Một Cột theo kiến trúc cũ. Chùa Một cột chúng ta thấy hiện nay được sửa chữa lại năm 1955 do Kiến trúc sư Nguyễn Bá Lăng đảm nhiệm.

## Kiến trúc

### Nguyên bản

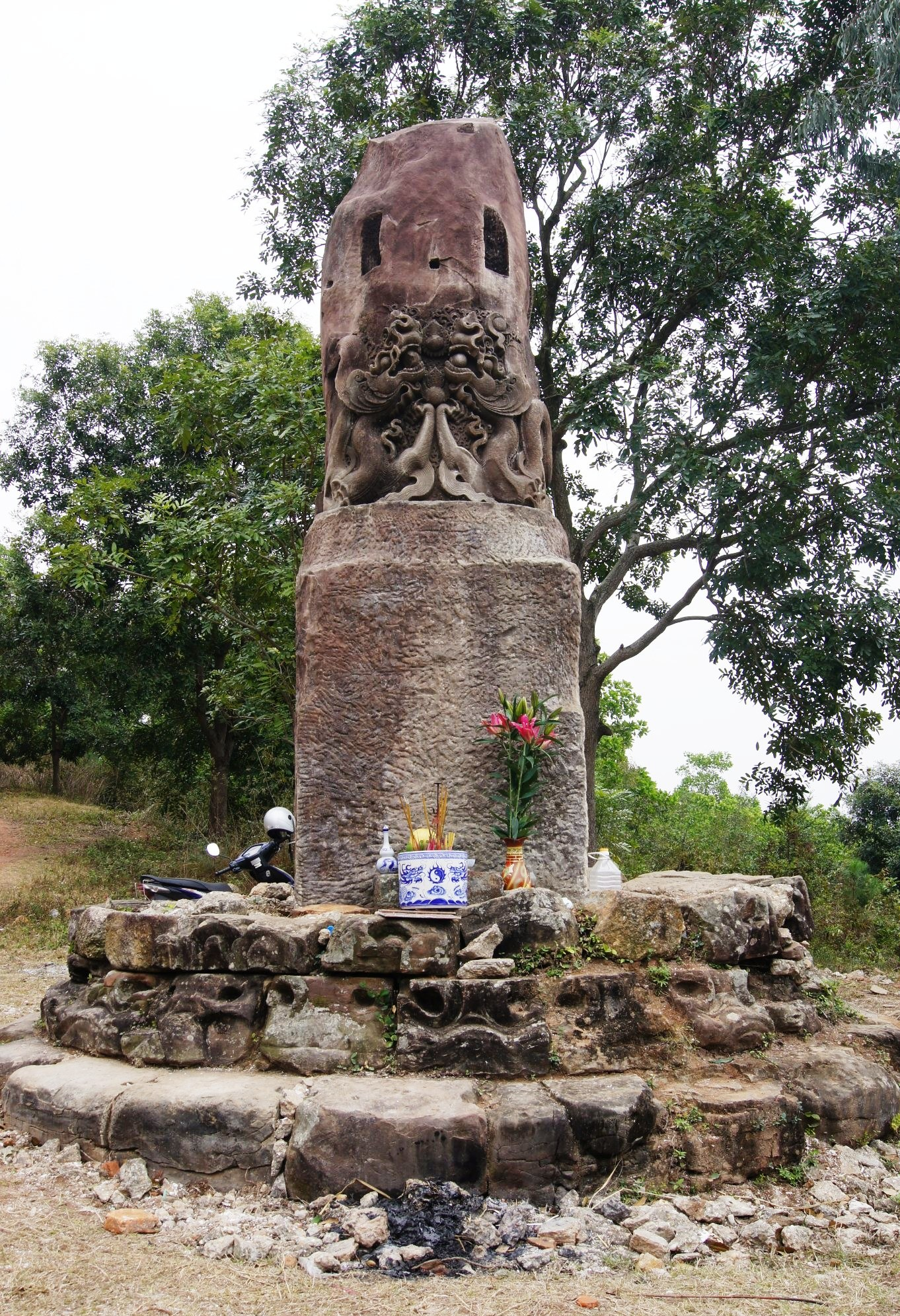
Cột đá Chùa Dạm thời Lý - tương đồng với cột trụ trong kiến trúc của Liên Hoa Đài tại chùa Diên Hựu

Nhà nghiên cứu Nguyễn Hùng Vĩ trong bài nghiên cứu năm 1999 đã đưa ra các dẫn chứng chứng minh: lối kiến trúc một cột tương đồng với kiến trúc từng tồn tại trên cột đá chùa Dạm. Năm 2013, theo nghiên cứu của Tiến sĩ Trần Trọng Dương: "toàn bộ chùa Diên Hựu được thiết kế theo đồ hình mandala mô phỏng một tiểu vũ trụ trong thế giới quan Phật giáo." Trong đó, "Liên hoa đài ở chùa Diên Hựu là một "bông sen nghệ thuật khổng lồ" (chữ dùng của Chu Quang Trứ).
Theo một số nhà nghiên cứu, lối kiến trúc một cột có từ trước đời nhà Lý. Ở Hoa Lư, Ninh Bình trong ngôi chùa Nhất Trụ mà con gái vua Đinh Tiên Hoàng tu hành, có một cây cột đá cao, tám cạnh, khắc bài kinh Lăng Nghiêm, đề niên hiệu thời Lê Hoàn (981–1005). Phía trên cột là tòa sen chạm. Năm Long Thụy Thái Bình thứ năm đời Lý Thánh Tông (1058) có xây điện Linh Quang ở Thăng Long, phía trước điện dựng lầu chuông, một cột tám cạnh hình bông sen.
Kế thừa các thành quả nghiên cứu sau hơn 20 năm, ngày 10/10/2020, nhóm các nhà nghiên cứu, kiến trúc sư và họa sĩ - SEN Heritage đã tổ chức tọa đàm đưa ra một phương án tái lập kiến trúc nguyên bản của chùa Diên Hựu, trong đó trung tâm là kiến trúc hoa sen một cột sáu cạnh đời Lý (độc trụ lục giác liên hoa lâu - theo "Việt sử lược") của Liên Hoa Đài bằng hình ảnh 3D và công nghệ thực tế ảo. Buổi tọa đàm có sự góp mặt của giới chuyên môn như nhà sử học Dương Trung Quốc, nhà nghiên cứu Nguyễn Hùng Vĩ, Tiến sĩ Trần Trọng Dương,... và giới báo chí.

### Bản dựng lại năm 1955

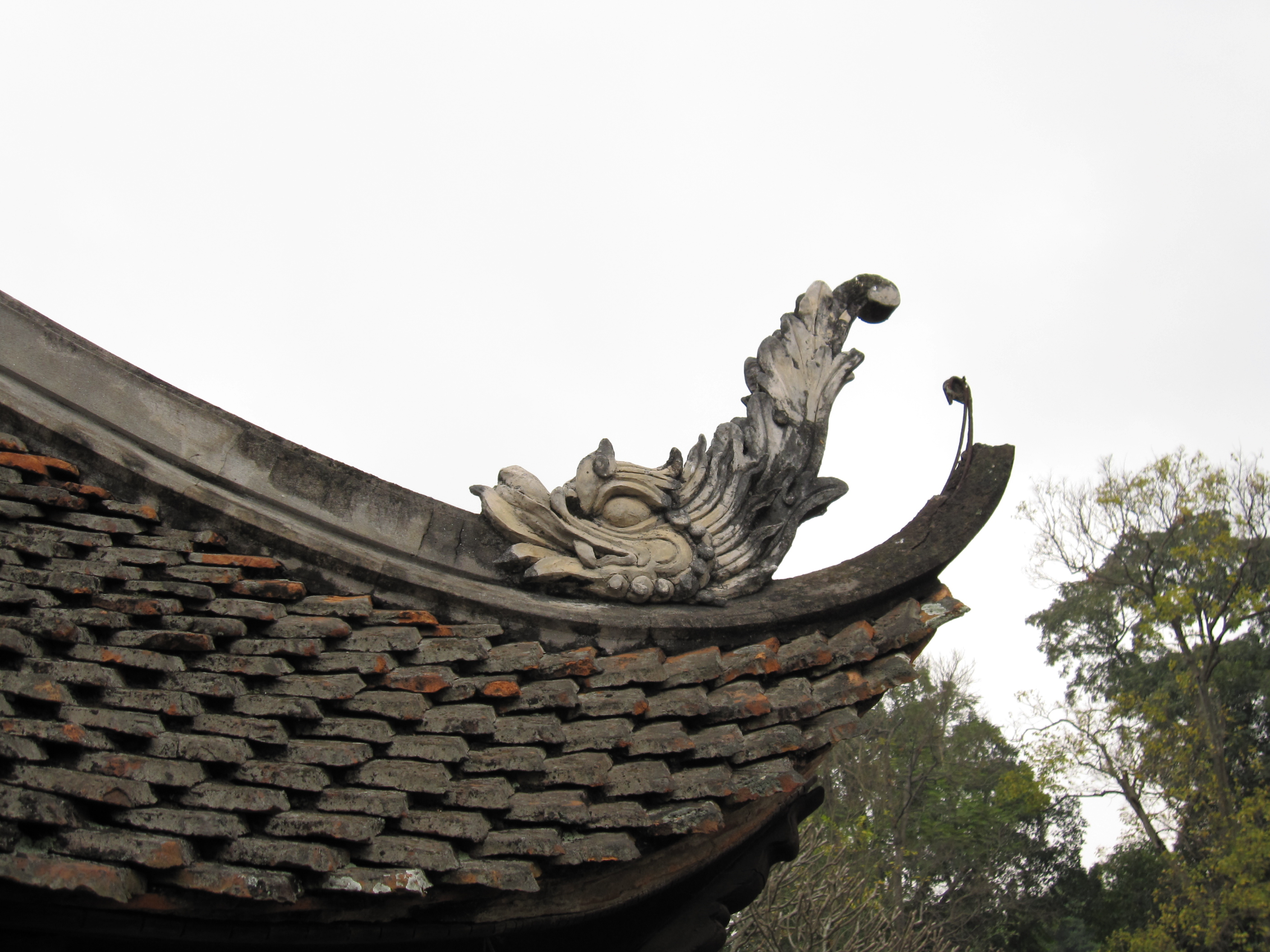
Hình Xi Vẫn trang trí mái đầu đao.

Thực dân Pháp trước khi rút khỏi Hà Nội đã cho nổ mìn phá chùa. Tuy nhiên, chùa đã được trùng tu bởi kiến trúc sư Nguyễn Bá Lăng theo kiến trúc để lại thời Nguyễn. Chùa Một Cột hiện nay bao gồm đài Liên Hoa hình vuông, chiều dài mỗi cạnh 3 m, mái cong, dựng trên cột cao 4 m (không kể phần chìm dưới đất), đường kính 1,2 m có cột đá là 2 khúc chồng lên nhau thành một khối. Tầng trên của cột là hệ thống những đòn gỗ làm giá đỡ cho ngôi đài ở trên. Đài Liên Hoa có mái ngói, bốn góc uốn cong, trên có Lưỡng long chầu nguyệt. Trong quan niệm người Việt, rồng luôn là con vật linh thiêng, biểu tượng cho quyền uy, sức mạnh. Và hình ảnh "Lưỡng long chầu nguyệt" trên các mái đình đền, chùa chiền không chỉ biểu tượng cho sức mạnh thần thánh mà còn ẩn trong đó những giá trị nhân văn, phản chiếu trí tuệ, ước vọng của con người và nền văn minh cổ xưa. 

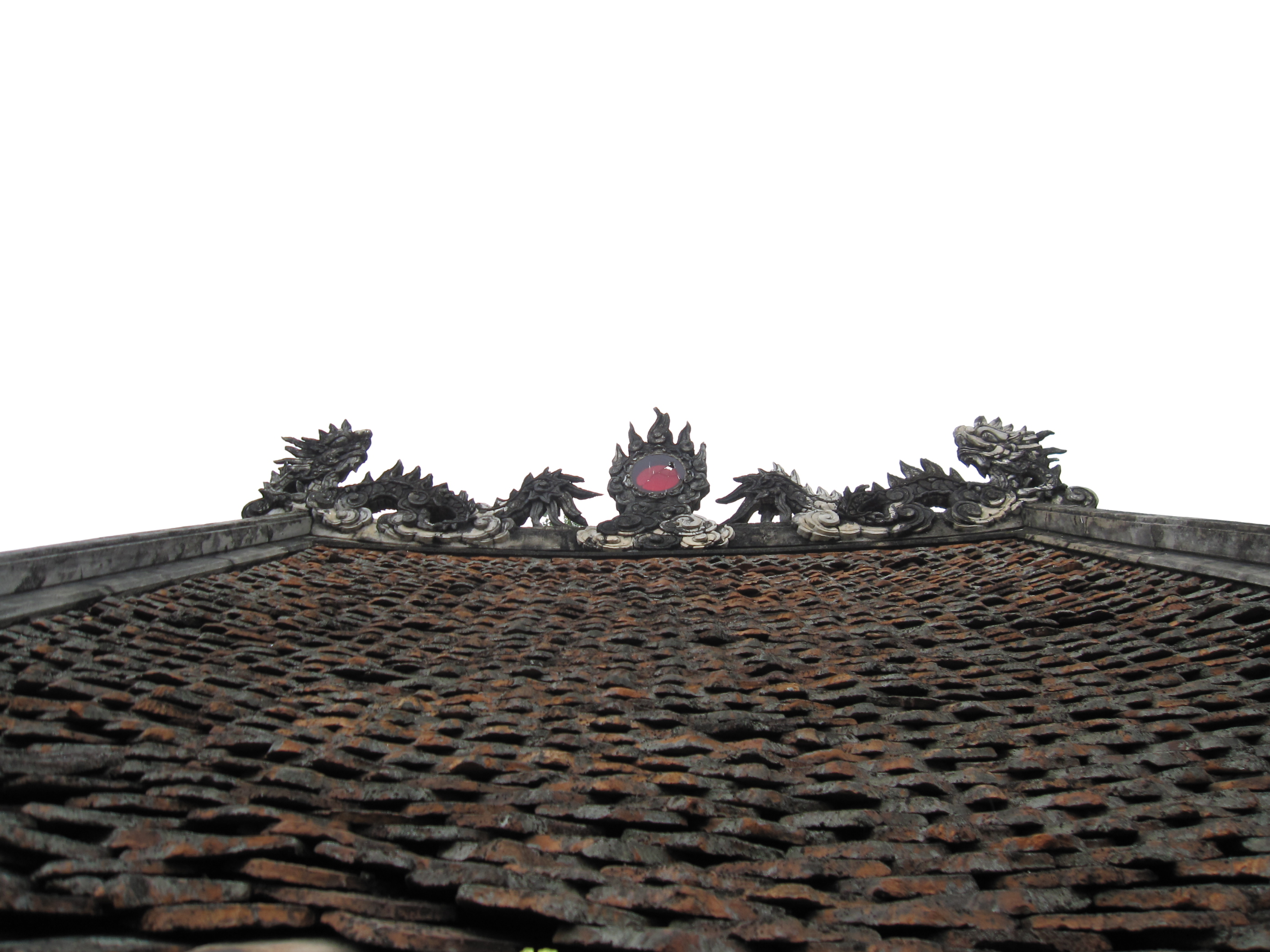
Hình Lưỡng long chầu nguyệt (hai rồng chầu Mặt Trăng) trang trí nóc mái.

Ngày nay không có những cánh sen trên cột đá như đã nói đến trong bia văn thời nhà Lý, nhưng ngôi chùa dựng trên cột vươn lên khỏi mặt nước vẫn là kiến trúc độc đáo, gợi hình tượng một bông sen vươn thẳng lên khỏi ao. Ao được bao bọc bởi hàng lan can làm bằng những viên gạch sành tráng men xanh. Kiến trúc chùa xây dựng gần với kiến trúc còn để lại thời Nguyễn.

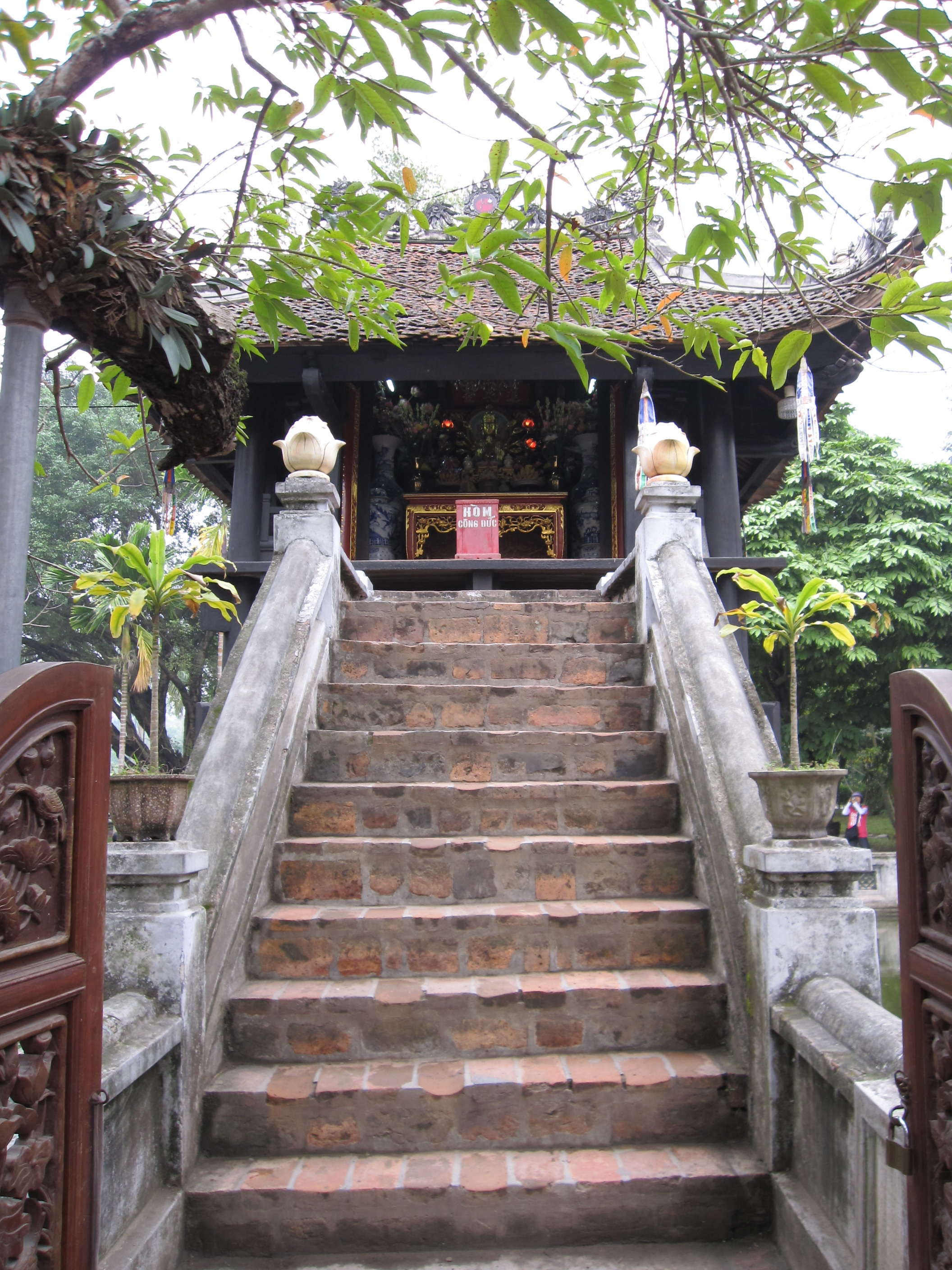
Bậc thang dẫn lên chính điện.

Cạnh chùa Một Cột ngày nay còn có một ngôi chùa có cổng tam quan, với bức hoành phi ba chữ "Diên Hựu tự", nguyên là công trình được dựng lần đầu tiên năm 1049, để mở rộng quy mô cho chùa Một Cột trong việc thờ cúng, tụng kinh Phật và sinh hoạt của các tăng ni (trong quần thể chùa Diên Hựu lúc đó).
Trong vườn chùa hiện có một cây bồ đề xum xuê từ đất Phật, do Tổng thống Ấn Độ Rajendra Prasad tặng nhân dịp Chủ tịch Hồ Chí Minh qua thăm Ấn Độ năm 1958.
Ngày nay, chùa Một Cột là một trong những điểm tham quan du lịch được rất nhiều du khách ghé thăm khi đặt chân đến Hà Nội.
Chùa Một Cột cũng đã được công nhận là ngôi chùa có kiến trúc độc đáo nhất Châu Á.

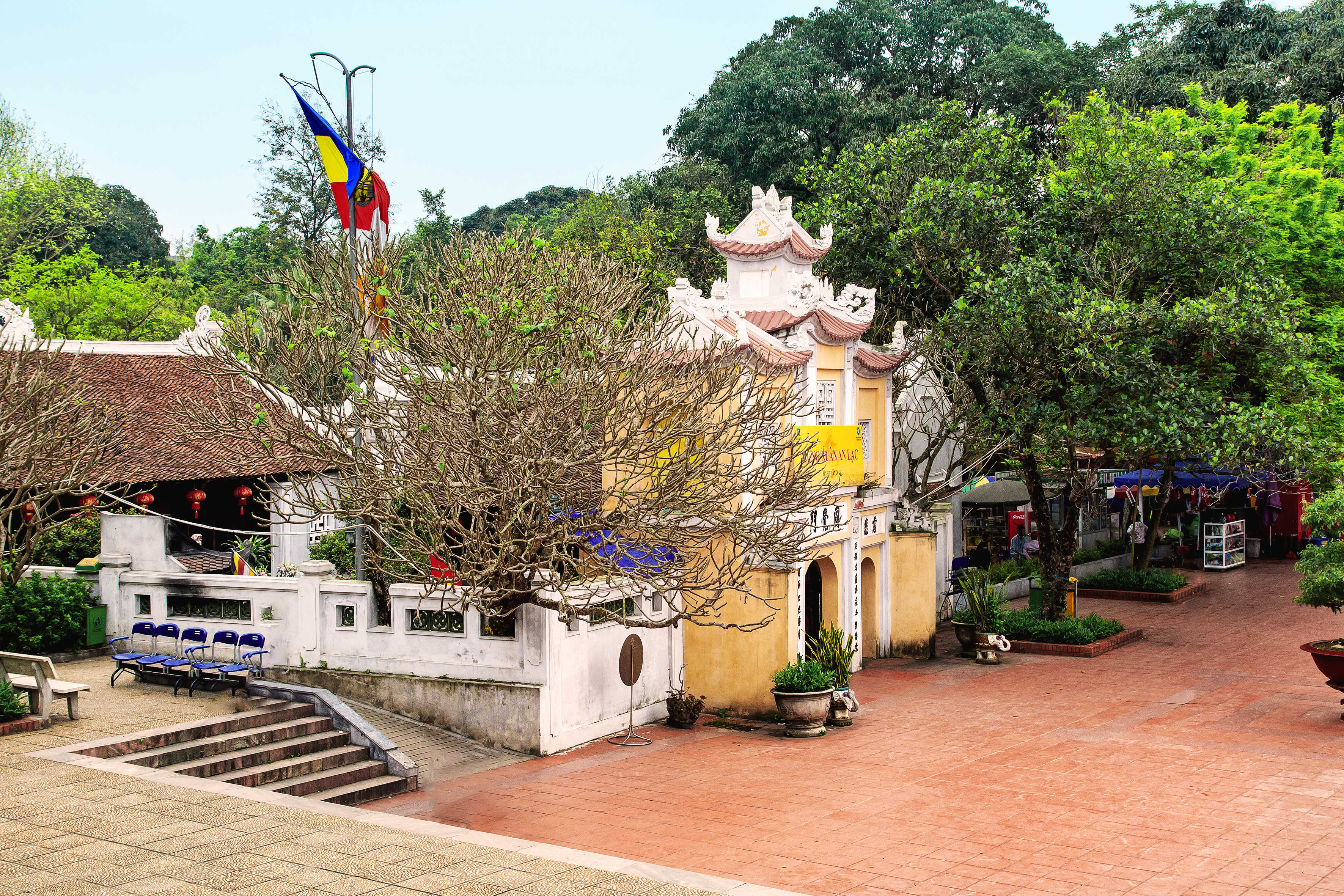
Chùa Diên Hựu, tức chùa Một cột.

## Biểu tượng chùa Một Cột
Chùa Một Cột đã được chọn làm một trong những biểu tượng của thủ đô Hà Nội, ngoài ra biểu tượng chùa Một Cột còn được thấy ở mặt sau đồng tiền kim loại 5000 đồng của Việt Nam. Tại thành phố Thủ Đức, Thành phố Hồ Chí Minh cũng có một phiên bản chùa Một Cột. Ngoài ra, tại thủ đô Moskva của Nga cũng có một phiên bản chùa Một Cột được xây lắp tại Tổ hợp Trung tâm Văn hóa - Thương mại và Khách sạn "Hà Nội - Matxcova". Chùa còn là biểu tượng cao quý thoát tục của con người Việt Nam.

### Thơ ca
Thiền sư Huyền Quang (1254-1334) có một bài thơ về chùa Một Cột như sau:
延祐寺
上方秋夜一鐘闌 (蘭)
月色如波楓樹丹
鴟吻倒眠方鏡冷
塔光雙峙玉尖寒
萬緣不擾城遮俗
半點無憂眼放寬
參透是非平等相
魔宮佛國好生觀
Diên Hựu tự
Thượng phương thu dạ nhất chung lan
Nguyệt sắc như ba phong thụ đan
Si vẫn đảo miên phương kính lãnh
Tháp quang song trĩ ngọc tiêm hàn
Vạn duyên bất nhiễu thành giá tục
Bán điểm vô ưu nhãn phóng khoan
Tham thấu thị phi bình đẳng tướng
Ma cung Phật quốc hảo sinh quan
Chùa Diên Hựu (Nguyễn Huệ Chi dịch)
Đêm thu chùa thoảng tiếng chuông tàn
Phong đỏ, trăng ngời, sóng nguyệt lan
In ngược hình chim, gương nước lạnh
Sẫm đôi bóng tháp, ngón tiên hàn.
Muôn duyên chẳng vướng: xa trần tục
Một mảy nào lo: rộng nhãn quan
Thấu hiểu thị phi đều thế cả
Dầu ma dầu Phật, chốn nào hơn?

### Di tích Quốc gia
Chùa Một Cột ngày nay cùng chùa Diên Hựu hiện đại (tức là quần thể chùa Diên Hựu xưa) được công nhận là Di tích lịch sử - văn hóa cấp quốc gia đợt đầu tiên năm 1962.

### Kỷ lục
Ngày 4 tháng 5 năm 2006, Tổ chức Kỷ lục Việt Nam đã xác lập chùa là "Kỷ lục Việt Nam" và đề cử đến Tổ chức Kỷ lục châu Á. Sau thời gian thẩm định để xác lập, ngày 10 tháng 10 năm 2012, tại Faridabad (Ấn Độ), Tổ chức Kỷ lục châu Á đã xác lập kỷ lục châu Á: "Ngôi chùa có kiến trúc độc đáo nhất" cho chùa Một Cột.